# 穆尔塔上校镇
穆尔塔上校镇是巴西米纳斯吉拉斯州的一个市镇。总面积813.853平方公里，总人口9120人，人口密度11.2人/平方公里。